# Anne Birch
Anne Birch, född 19 maj 1945 i Nørresundby död 9 augusti 1985, var en  dansk skådespelare
Birch studerade först drama för Søren Weiss och därefter vid Odense Teaters elevskole 1967-1970. Hon blev engagerad vid Odense Teater 1967 medan hon studerade vid elevskolan.

## Filmografi (urval)
- 1985 - Elise
- 1977 - Hærværk
- 1976 - Gangsterens lærling
- 1975 - Per
- 1970 - Huset på Christianshavn